# Абдул Іссахаку
Абдул Фатаву Іссахаку (англ. Abdul Fatawu Issahaku, нар. 8 березня 2004, Тамале) — ганський футболіст, півзахисник англійського клубу «Лестер Сіті» та національної збірної Гани.

## Клубна кар'єра
Народився 8 березня 2004 року в місті Тамале. Вихованець юнацьких команд футбольного клубу «Стедфаст».
У дорослому футболі дебютував 2021 року виступами за головну команду «Стедфаста», а наступного року грав на умовах оренди за іншу ганську команду «Дрімс». В обох командах демонстрував неабияку результативність і заробив реноме одного із найперспективніших африканських футболістів свого покоління.
Серед європейських клубів, які звернули увагу на перспективного ганця, найспритнішим був португальський «Спортінг», який домовився про його перехід навесні 2022 року. Спочатку Іссахаку виступав за молодіжну команду нового клубу, а на сезон 2022/23 18-річний юнак вже був заявлений за головну команду лісабонців.
Сезон 2023/24 Вссахаку провів, граючи в оренді в клубі англійського Чемпіоншип «Лестер Сіті». І допоміг клуби виграти турнір Чемпіоншип. Після завершення терміну оренди, влітку 2024 року футболіст підписав з клубом п'ятирічний контракт на повноцінній основі. 19 серпня 2024 року у матчі проти «Тоттенгем Готспур» Іссахаку дебютував в АПЛ.

## Виступи за збірні
2020 року дебютував у складі юнацької збірної Гани (U-17), загалом на юнацькому рівні взяв участь у 2 іграх, відзначившись одним забитим голом.
2021 року залучався до складу молодіжної збірної Гани. На молодіжному рівні зіграв у 6 офіційних матчах, забив 2 голи.
Тоді ж, восени 2021 року, 17-річний на той час гравець дебютував в офіційних матчах у складі національної збірної Гани. Тоді ж став учасником Кубка африканських націй 2021 в Камеруні.
Наступного 2022 року був включений до заявки ганців на чемпіонат світу 2022 в Катарі.
| Дата       | Місто                    | Господарі | Результат          | Гості             | Турнір                                   | Голи | Примітки |
| ---------- | ------------------------ | --------- | ------------------ | ----------------- | ---------------------------------------- | ---- | -------- |
| 9-10-2021  | Кейп-Кост                | Гана      | 3 – 1              | Зімбабве          | Відбір до ЧС 2022                        | -    | 60'      |
| 11-11-2021 | Йоганнесбург             | Ефіопія   | 1 – 1              | Гана              | Відбір до ЧС 2022                        | -    | 77'      |
| 5-1-2022   | Ер-Райян (муніципалітет) | Алжир     | 3 – 0              | Гана              | товариський матч                         | -    | 76'      |
| 10-1-2022  | Яунде                    | Марокко   | 1 – 0              | Гана              | Кубок африканських націй 2021 - 1-й етап | -    | 86'      |
| 14-1-2022  | Яунде                    | Габон     | 1 – 1              | Гана              | Кубок африканських націй 2021 - 1-й етап | -    | 90+1'    |
| 18-1-2022  | Гаруа                    | Гана      | 2 – 3              | Коморські Острови | Кубок африканських націй 2021 - 1-й етап | -    | 60'      |
| 25-3-2022  | Кумасі                   | Гана      | 0 – 0              | Нігерія           | Відбір до ЧС 2022                        | -    | 79'      |
| 29-3-2022  | Абуджа                   | Нігерія   | 1 – 1              | Гана              | Відбір до ЧС 2022                        | -    | 46'      |
| 1-6-2022   | Кейп-Кост                | Гана      | 3 – 0              | Мадагаскар        | Відбір до Кубка африканських націй 2023  | -    | 76'      |
| 5-6-2022   | Луанда                   | ЦАР       | 1 – 1              | Гана              | Відбір до Кубка африканських націй 2023  | -    | 63'      |
| 10-6-2022  | Кобе                     | Японія    | 4 – 1              | Гана              | Кубок Kirin                              | -    | 68' 84'  |
| 14-6-2022  | Суйта                    | Чилі      | 0 – 0 (1 – 3 п.п.) | Гана              | Кубок Kirin                              | -    |          |
| 27-9-2022  | Лорка                    | Нікарагуа | 0 – 1              | Гана              | товариський матч                         | 1    | 82'      |
| Усього     |                          | Матчів    | 13                 |                   | Голів                                    | 1    |          |

## Титули
Лестер Сіті
- Переможець Чемпіоншип: 2023/24